# The Antidote (film 1927)
The Antidote è un cortometraggio del 1927 diretto da Thomas Bentley. Il film utilizza il sistema sonoro Phonofilm, inventato nei primi anni del Novecento da Lee De Forest che è anche produttore della pellicola. Il regista Thomas Bentley diresse altri due film che usavano lo stesso sistema, The Man in the Street del 1926 e, nel 1929, Acci-Dental Treatment.

## Trama
Il professor Gilbert Olives si trova in Malesia insieme alla moglie Marion per trovare un antidoto al veleno di un serpente. Quando però il professore scopre che la moglie lo tradisce, progetta di vendicarsi sia della moglie che dell'amante.

## Produzione
Il film fu prodotto da Lee De Forest per la sua compagnia, la De Forest Phonofilm.

## Distribuzione
Distribuito dalla De Forest Phonofilm, il film - un cortometraggio - uscì nelle sale cinematografiche britanniche nell'aprile 1927.
Copia della pellicola viene conservata in Australia, negli archivi del National Film and Sound Archive.